# Hans von Watzdorf

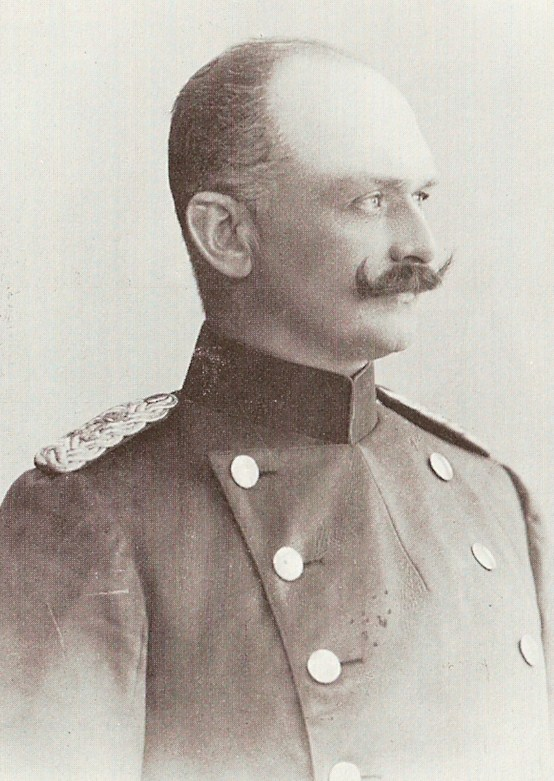
Hans von Watzdorf

Hans Rudolf von Watzdorf (* 27. Februar 1857 in Dresden; † 9. Juni 1931 ebenda) war ein sächsischer Generalleutnant im Ersten Weltkrieg.

## Leben

### Herkunft
Hans entstammte dem ursprünglich thüringischen Adelsgeschlecht von Watzdorf. Er war der Sohn des königlich-sächsischen Oberstleutnants Friedrich von Watzdorf (1814–1874) und dessen Ehefrau Laura Amalia, geborene Käufler (1832–1905).

### Militärkarriere
Watzdorf durchlief eine Militärkarriere in der Sächsischen Armee und erhielt mit seiner Beförderung zum Generalmajor am 16. Mai 1910 das Kommando über die 2. Feldartillerie-Brigade Nr. 24 in Leipzig. Am 30. Juni 1913 wurde er als Generalleutnant zur Disposition gestellt.
Mit Ausbruch des Ersten Weltkriegs wurde Watzdorf als z.D.-Offizier wiederverwendet und am 10. September 1914 zum Kommandeur der neu gebildeten 53. Reserve-Division (3. Königlich Sächsische) ernannt. Diese führte er nach der Ausbildung an der Westfront in der Schlacht vor Ypern. Neben beiden Klassen des Eisernen Kreuzes erhielt Watzdorf am 15. Dezember 1914 auch das Ritterkreuz des Militär-St.-Heinrichs-Ordens.
Altersbedingt erfolgte am 30. Juni 1915 seine Abberufung und Generalleutnant Max Leuthold trat seine Nachfolge an.

### Familie
Er heiratete am 25. September 1888 in Hannover Louise Ebert (* 14. Dezember 1867 in Lehe (Emsland); † 24. April 1949 in Dresden), die Tochter des Oberregierungsrats Adolf Ebert und der Emilie Blume. Das Ehepaar hatte zwei Töchter, darunter die spätere Dresdner Kunsthistorikerin Erna von Watzdorf (1892–1976).

## Auszeichnungen
- Ritterkreuz I. Klasse des Sächsischen Verdienstordens[2]
- Komtur I. Klasse des Albrechts-Ordens[2]
- Sächsisches Dienstauszeichnungskreuz[2]
- Ritterkreuz des Ordens der Wendischen Krone[2]
- Kronenorden III. Klasse[2]
- Ehrenkreuz des Ordens der Württembergischen Krone[2]